# Яньшань (Шанжао)
Яньша́нь (кит. упр. 铅山, пиньинь Yánshān) — уезд городского округа Шанжао провинции Цзянси (КНР).

## История
Уезд был создан во времена империи Южная Тан в 953 году.
После образования КНР в 1949 году был создан Специальный район Шанжао (上饶专区), и уезд вошёл в его состав. 8 октября 1952 года Специальный район Шанжао и Специальный район Фулян (浮梁专区) были объединены в Специальный район Интань (鹰潭专区). 6 декабря 1952 года власти специального района переехали из Интаня в Шанжао, и Специальный район Интань был переименован в Специальный район Шанжао.
В 1970 году Специальный район Шанжао был переименован в Округ Шанжао (上饶地区).
Постановлением Госсовета КНР от 23 июня 2000 года округ Шанжао был преобразован в городской округ.

## Административное деление
Уезд делится на 7 посёлков, 8 волостей и 2 национальные волости.